# Walter Streckfuß
Walter Streckfuß (* 3. Oktober 1900 in Mannheim; † 4. Mai 1957 ebenda) war ein deutscher Opernsänger (Bass).

## Leben
Nach seiner Ausbildung am Konservatorium bekam Streckfuß am Stadttheater in Remscheid einen Vertrag als Bassist. Bereits im darauffolgenden Jahr engagierte ihn das Stadttheater in Bamberg für zwei Jahre.
Zwischen 1928 und 1929 bekam Streckfuß eine Anstellung am Theater in Kaiserslautern und wechselte anschließend an das Landestheater in Gera, wo er  bis 1931 blieb. 1931/1932 sang Streckfuß am Stadttheater  in Halle (Saale).
Anschließend wurde er bis 1944 an das Opernhaus nach Leipzig. Dort war Streckfuß 1936 maßgeblich an der Uraufführung der Oper Der Eulenspiegel von Hans Stieber beteiligt.
Nach Kriegsende kam Streckfuß nach Lübeck, wo er 1947 ans Stadttheater engagiert wurde. 1953 wechselte er ans Nationaltheater Mannheim, wo er bis an sein Lebensende Mitglied des Ensembles war. Im Alter von 56 Jahren starb Walter Streckfuß dort am 4. Mai 1957.
Streckfuß brillierte in vielen Rollen, wurde aber vor allem als Interpret von Richard Wagners Werken bekannt.